# Nazário e Celso
Nazário e Celso (em italiano:  Santi Nazaro e Celso; em latim: Nazarius et Celsus) foram dois mártires dos quais nada sabemos além da descoberta de seus corpos em Mediolano por Santo Ambrósio. Segundo Paulino, o Diácono em sua biografia do santo, o próprio Ambrósio, em algum momento nos três anos finais de sua vida, depois da morte do imperador Teodósio (m. 395), descobriu, num jardim fora das muralhas de Mediolano, o corpo de São Nazário, com a cabeça separada do corpo. Segundo a lenda, o sangue ainda estava líquido e vermelho quando seu corpo foi exumado. O bispo então levou-o para a Basílica dos Apóstolos. No mesmo jardim, Ambrósio descobriu também o corpo de São Celso, que ele transportou para o mesmo lugar. Segundo a Enciclopédia Católica : "Obviamente a tradição sobre estes mártires ainda existia na comunidade cristã de Mediolano, o que levou à busca e à descoberta dos corpos".

## Lenda

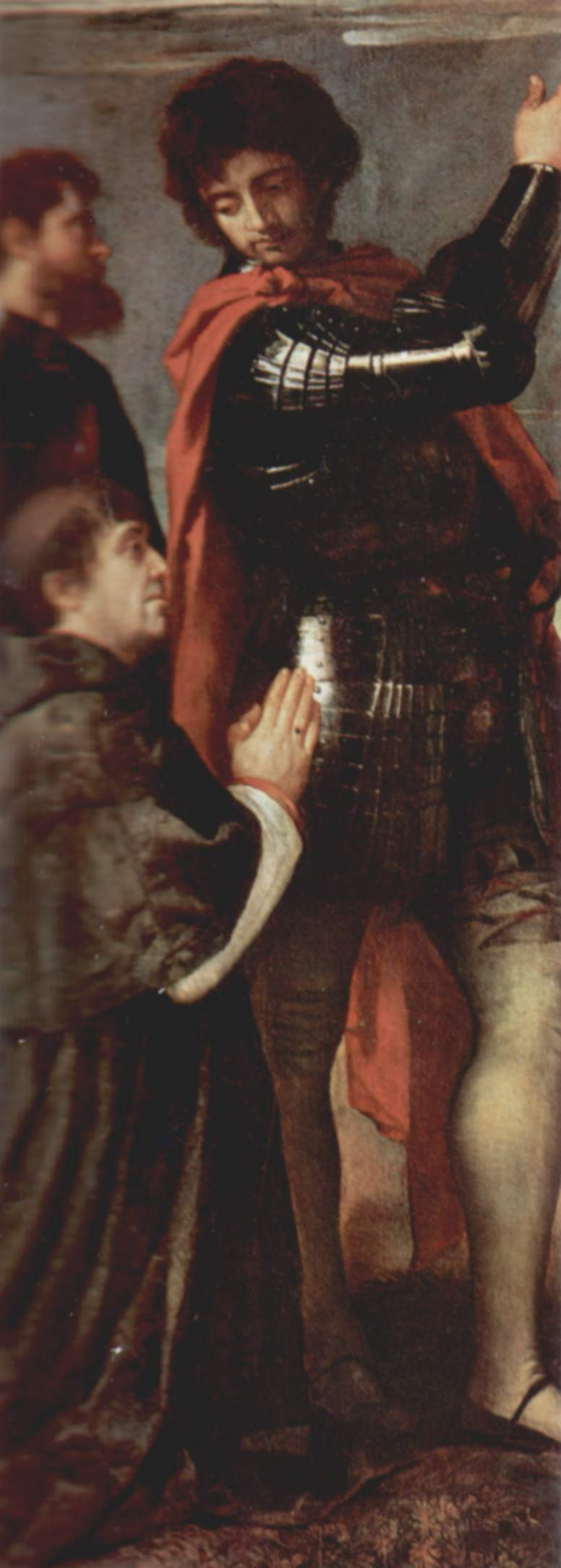
São Nazário, de Ticiano

Nazário era um cidadão romano filho de pai judeu ou pagão. Ele teria sido aluno de São Pedro e batizado por São Lino. Durante as perseguições de Nero, Nazário fugiu de Roma e passou a pregar na Lombardia, visitando Placência e Milão, onde se encontrou com os irmãos Gervásio e Protásio, que haviam sido presos e que inspiraram Nazário com seu exemplo. Nazário foi chicoteado e condenado ao exílio pelas autoridades. Ele então viajou para a Gália, onde um jovem garoto de nove anos, Celso, foi deixado aos seus cuidados depois que a mãe do garoto pediu a Nazário que o batizasse e ensinasse. Os dois foram depois presos e torturados por serem cristãos e só foram soltos depois prometerem que não mais pregariam na região. Os dois seguiram para os Alpes e construíram uma capela em Embrun, e continuaram até Gênova e Tréveris. Lá pregaram e converteram muitos, mas foram novamente presos. Celso foi deixado aos cuidados de uma senhora pagã, que tentou fazê-lo abjurar sua fé, mas ele se recusou e acabou sendo devolvido a Nazário.
Uma outra versão conta que eles foram julgados por Nero em Tréveris, que teria ordenado que os dois fossem afogados. Nazário e Celso foram levados num navio e atirados no mar, mas uma tempestade subitamente surgiu, assustando os marinheiros, que puxaram os dois de volta para o navio.
Os dois finalmente deixaram Tréveris, foram para Gênova e terminaram em Mediolano, onde foram presos pela última vez. Depois de se recusarem a sacrificar aos deuses romanos, foram decapitados.

## Historicidade
Estas lendas, escritas muito depois, não tem nenhum fundamento histórico e datam o martírio de Nazário e Celso durante a perseguição de Nero. Paulino, o Diácono, porém, afirma que a data do martírio dos dois é desconhecida.

## Veneração
O sermão elogioso a respeito dos dois santos que era atribuído a Santo Ambrósio não é legítimo.
Santo Ambrósio enviou algumas das relíquias de Nazário e Celso a São Paulino de Nola, que as colocou num local de honra em Nola. São Paulino também elogia São Nazário em sua obra. Um magnífico relicário em prata do século IV foi encontrado na igreja San Nazaro Maggiore, em Milão. Santa Maria presso San Celso, também em Milão, é dedicada a São Celso.